# (500225) 2012 HU77
(500225) 2012 HU77 es un asteroide perteneciente al cinturón de asteroides, descubierto el 29 de abril de 2012 por el equipo del Mount Lemmon Survey desde el Observatorio del Monte Lemmon, Arizona, Estados Unidos.

## Designación y nombre
Designado provisionalmente como 2012 HU77.

## Características orbitales
2012 HU77 está situado a una distancia media del Sol de 2,594 ua, pudiendo alejarse hasta 2,969 ua y acercarse hasta 2,218 ua. Su excentricidad es 0,144 y la inclinación orbital 9,107 grados. Emplea 1526,33 días en completar una órbita alrededor del Sol.
Los próximos acercamientos a la órbita de Júpiter se producirán el 7 de octubre de 2118 y 27 de agosto de 2189, entre otros.

## Características físicas
La magnitud absoluta de 2012 HU77 es 17,7.